# 特雷尼亚
特雷尼亚（法語：Treignat，法語發音：[tʁɛɲa]）是法国阿列省的一个市镇，位于该省西部，属于蒙吕松区。

## 地理
特雷尼亚（46°20'55"N, 2°20'26"E）面积28.94 平方千米，位于法国奥弗涅-罗讷-阿尔卑斯大区阿列省，该省份为法国中部省份，北起涅夫勒省、西北接谢尔省，西南至克勒兹省，南至多姆山省，东南临卢瓦尔省，东临索恩-卢瓦尔省。
与特雷尼亚接壤的市镇（或旧市镇、城区）包括：阿尔希尼亚、圣索维耶、莱拉、努昂、苏芒。

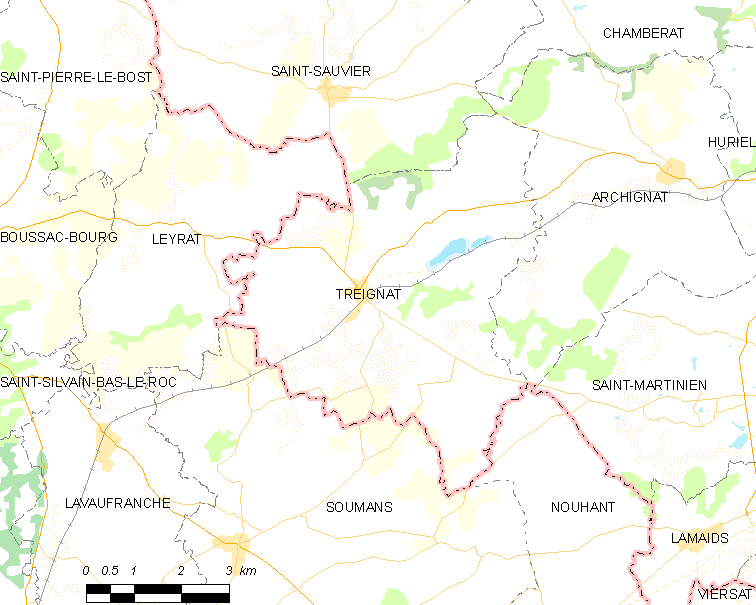
特雷尼亚的OSM定位图

特雷尼亚的时区为UTC+01:00、UTC+02:00（夏令时）。

## 行政
特雷尼亚的邮政编码为03380，INSEE市镇编码为03288。

## 政治
特雷尼亚所属的省级选区为于列勒县。

## 人口

1962-2008年间特雷尼亚人口变化图示

特雷尼亚于2022年1月1日时的人口数量为416人。